# NGC 7817
NGC 7817 è una galassia a spirale (Sbc) situata nel Pegaso. Possiede una declinazione di +20° 45' 02" e un'ascensione retta di 00 ore, 03 minuti e 58,5 secondi.
NGC 7817 fu scoperta il 15 settembre del 1784 da William Herschel.